# Saison 2 de Roswell
Chronologie
Saison 1 Saison 3
Cet article présente les 21 épisodes de la deuxième saison de la série télévisée américaine Roswell.

## Synopsis
À Roswell, lieu célèbre pour le présumé écrasement de soucoupe volante de 1947, trois extraterrestres tentent de mener une vie discrète dans la peau de jeunes adolescents taciturnes. Mais les choses se compliquent lorsque Max, l'un de ces extraterrestres, sauve la vie de Liz, une adolescente, la menant à découvrir la vérité à leur sujet...
Ensemble, ils vont devoir affronter un shérif soupçonneux, le FBI et des extraterrestres ennemis... Heureusement, ils forment un groupe d'amis soudés toujours prêts à s'entraider, rejoint peu après par Maria et Alex, les meilleurs amis de Liz, et éventuellement Kyle, l'ex de la jeune fille. Par ailleurs, leur vie est également ponctuée par des problèmes que rencontrent les adolescents normaux: amour, sexe, alcool, amitié, parents, etc.

## Distribution

### Acteurs principaux
- Shiri Appleby (VF : Elisa Bourreau) : Liz Parker
- Jason Behr (VF : Damien Boisseau) : Max Evans / Zan
- Katherine Heigl (VF : Charlotte Marin) : Isabel Evans / Valandra « Lonnie »
- Brendan Fehr (VF : Didier Cherbuy) : Michael Guerin / Rath
- Majandra Delfino (VF : Virginie Ledieu) : Maria DeLuca
- Nick Wechsler (VF : Arnaud Arbessier) : Kyle Valenti
- William Sadler (VF : Hervé Jolly) : James « Jim » Valenti
- Colin Hanks (VF : Emmanuel Garijo) : Alex Whitman
- Emilie de Ravin (VF : Carole Agostini) : Tess Harding / Ava

### Acteurs récurrents
- Miko Hughes (VF : Christophe Lemoine) : Nicholas Crawford
- Desmond Askew (VF : Lionel Melet) : Brody Davis / Larek
- Devon Gummersall (VF : Yann Le Madic) : Sean DeLuca
- Sara Downing (en) (VF : Dominique Vallee) : Courtney Banks
- Allison Lange (VF : Karine Foviau) : Laurie Dupree
- Jeremy Davidson (VF : Vincent Deniard) : Grant Sorenson
- Gretchen Egolf (VF : Françoise Rigal) : Vanessa Whitaker
- Erica Gimpel (VF : Maïk Darah) : l'agent du FBI Suzanne Duff
- Diane Farr (VF : Catherine Privat) : Amy DeLuca
- Mary Ellen Trainor (VF : Monique Nevers) : Diane Evans
- Garrett M. Brown (VF : Lionel Henry) : Phillip Evans
- John Doe (VF : Régis Lang) : Geoffrey Parker
- Jo Anderson (VF : Christine Paris) : Nancy Parker
- Jason Peck (VF : Marc Seclin) : l'adjoint Hanson
- David Conrad (VF : Renaud Marx) : agent Daniel Pierce
- Jim Ortlieb (VF : Jean-Luc Kayser) : Nasedo

## Liste des épisodes

### Épisode 1:Cadmium-X
- États-Unis : 2 octobre 2000 sur The WB
- France : 
  - sur Série Club
  - 4 août 2001 sur M6

### Épisode 2:Situation de crise
- États-Unis : 9 octobre 2000 sur The WB
- France : 
  - sur Série Club
  - 4 août 2001 sur M6

### Épisode 3:Surprise
- États-Unis : 16 octobre 2000 sur The WB
- France : 
  - sur Série Club
  - 11 août 2001 sur M6

### Épisode 4:Été 47
- États-Unis : 23 octobre 2000 sur The WB
- France : 
  - sur Série Club
  - 18 août 2001 sur M6

### Épisode 5:La Fin du monde
- États-Unis : 30 octobre 2000 sur The WB
- France : 
  - sur Série Club
  - 25 août 2001 sur M6

### Épisode 6:Décomposition
- États-Unis : 6 novembre 2000 sur The WB
- France : 
  - sur Série Club
  - 1er septembre 2001 sur M6

### Épisode 7:Ville morte
- États-Unis : 13 novembre 2000 sur The WB
- France : 
  - sur Série Club
  - 8 septembre 2001 sur M6

### Épisode 8:À chacun son double
- États-Unis : 20 novembre 2000 sur The WB
- France : 
  - sur Série Club
  - 15 septembre 2001 sur M6

### Épisode 9:Négociations
- États-Unis : 27 novembre 2000 sur The WB
- France : 
  - sur Série Club
  - 22 septembre 2001 sur M6

### Épisode 10:L'Esprit de Noël
- États-Unis : 18 décembre 2000 sur The WB
- France : 
  - sur Série Club
  - 29 septembre 2001 sur M6

### Épisode 11:Servir et protéger
- États-Unis : 22 janvier 2001 sur The WB
- France : 
  - sur Série Club
  - 6 octobre 2001 sur M6

### Épisode 12:Laurie
- États-Unis : 29 janvier 2001 sur The WB
- France : 
  - sur Série Club
  - 13 octobre 2001 sur M6

### Épisode 13:Le Côté humain
- États-Unis : 5 février 2001 sur The WB
- France : 
  - sur Série Club
  - 20 octobre 2001 sur M6

### Épisode 14:Oxygène
- États-Unis : 19 février 2001 sur The WB
- France : 
  - sur Série Club
  - 27 octobre 2001 sur M6

### Épisode 15:Viva Las Vegas
- États-Unis : 26 février 2001 sur The WB
- France : 
  - sur Série Club
  - 3 novembre 2001 sur M6

### Épisode 16:Haute tension
- États-Unis : 16 avril 2001 sur The WB
- France : 
  - sur Série Club
  - 10 novembre 2001 sur M6

### Épisode 17:Mauvais Choix
- États-Unis : 23 avril 2001 sur The WB
- France : 
  - sur Série Club
  - 17 novembre 2001 sur M6

### Épisode 18:Mort suspecte
- États-Unis : 30 avril 2001 sur The WB
- France : 
  - sur Série Club
  - 24 novembre 2001 sur M6

### Épisode 19:Trop tard
- États-Unis : 7 mai 2001 sur The WB
- France : 
  - sur Série Club
  - 1er décembre 2001 sur M6

### Épisode 20:Vérité cachée
- États-Unis : 14 mai 2001 sur The WB
- France : 
  - sur Série Club
  - 8 décembre 2001 sur M6

### Épisode 21:Le Départ
- États-Unis : 21 mai 2001 sur The WB
- France : 
  - sur Série Club
  - 15 décembre 2001 sur M6